# Totenhütte von Obernjesa

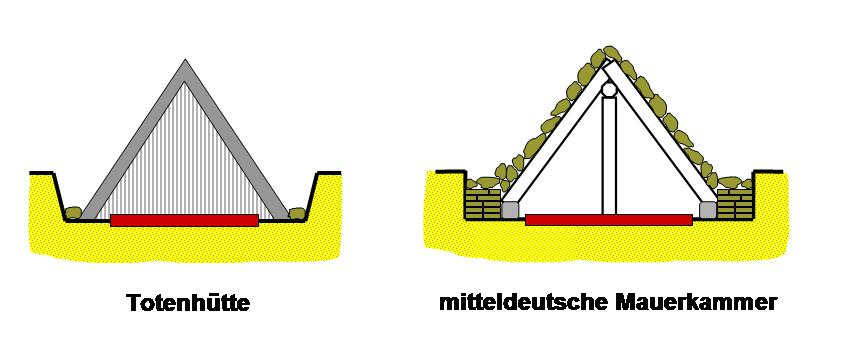
Totenhütte (Bohlenkammer) und Mauerkammergrab

Die Totenhütte von Obernjesa ist ein prähistorisches Kollektivgrab nördlich von Obernjesa in der Gemeinde Rosdorf im Landkreis Göttingen im Leinetal in Niedersachsen. Das 1989 ausgegrabene Grab befindet sich südlich der Kreisstraße K 30 etwa mittig zwischen Sieboldshausen und Niedernjesa. Das Grab ist in der für diese Region typischen Holz- und Bruchgesteinbauweise errichtet worden. Spätneolithische Anlagen dieser Art wurden von Ulrich Fischer (1915–2005) anhand ihrer Wandkonstruktion in Mauer- und Bohlenkammern unterschieden. Obernjesa ist eine Bohlenkammer, da das Kriterium der Trockenmauerbauweise fehlt.

## Der Bodenbefund
Der Bodentyp ist eine Parabraunerde aus Löss. Die dunkle Farbe weist auf ihre Schwarzerdevergangenheit. Schwarzerde entstand ab dem Frühholozän und war spätestens mit Beginn des Neolithikums vorhanden. Innerhalb des Grabungsareals wurden auch Gruben älterer und jüngerer Zeitstellung erforscht (Rössener Kultur bzw. ältere vorrömische Eisenzeit).

## Die Totenhütte

### Fundamentgraben
Die Form der Totenhütte wird durch die Reste der Fundamentierung bestimmt, die die senkrechten Bohlenwände stützte. Die Innenbreite der trapezoiden Anlage beträgt im Nordwesten 3,0 und im Südosten 3,9 m. Die Anlage ist auf der Mittelachse etwa 6,0 m lang. Die Basis der Fundamente ist als Sohle ausgebildet. Die Breite liegt zwischen 0,4 und 0,6 m. Die Tiefe des Fundamentgrabens beträgt im Mittel noch 0,35 m. Die Hütte wurde mit senkrechten Holzwänden und einer flachen Balkendecke ausgeführt. Die Frontseite im Südosten ist gegenüber den Seitenwänden um etwa  0,6 m zurückversetzt und bildet eine kleine Ante. Nahe der westlichen Längsseite dürfte sich der etwa einen Meter breite koaxiale Zugang befunden haben. Die Fundamentierung an der Frontseite ist durch eine der Gruben für die hallstattzeitlichen Körperbestattungen gestört.
Im Fundament waren überwiegend plattige Steine (Keuper und Kalkstein) von unterschiedlicher Größe verarbeitet. Die Verteilung von Keuper und Kalkstein ließ keine Konzentrationen erkennen. Die Materialien stehen im Umkreis von ein bis vier Kilometern an.  Die Steinverkeilung der Bohlenwände war uneinheitlich. Es gibt Hinweise auf beid- und einseitige Verkeilung. Steinfreie Bereiche zeigen, dass die Bauhölzer etwa 0,30 m Stärke hatten. Auffällig ist die Differenz zwischen NW- und SO-Hälfte im Fundamentbefund. Die breitere Südost-Hälfte ist mit ihrer mehr als doppelt so großen Anzahl an Verkeilsteinen gegenüber der NW-Hälfte stärker ausgebildet. Die Stärke der Bauhölzer ist jedoch gleich.
Die Stärke der Bauhölzer macht eine ursprüngliche Fundamenttiefe von 0,9 m wahrscheinlich. Die Frage nach einer ehemals vorhandenen Bodenpflasterung kann nicht eindeutig beantwortet werden.

## Funde
Das Fundgut setzt sich zusammen aus Holzkohle, Hüttenlehm, Keramik, Knochen, wenige Abschlägen (Feuerstein u. Kieselschiefer) und einem Steinbeil. Das Steinbeil und das keramische Material waren kulturell in die Wartbergkultur einzuordnen. Die Keramik ist allerdings stark fragmentiert und von weichtoniger Machart. Brand, Magerung, Wandstärke u. a. lassen zwar Differenzierungen zu, eine chronologisch-kulturelle Untergliederung aufgrund der Machart ist jedoch kaum erkennbar. Insgesamt liegen 225 unverzierte und sieben verzierte Wandscherben, 20 Randscherben und drei Henkelfragmente vor.
Die Funde des Bestattungshorizontes entstammen dem Fundamentgraben und den jüngeren Gruben, in die beim Verfüllen Material des Kammerinneren gelangte. In fünf Gruben wurden zahlreiche kleinteilige verbrannte und unverbrannte Knochenreste ausnahmslos menschlicher Herkunft gefunden. Eine Zuordnung von einigen Schädelfragmenten aus den Gruben zu einem männlichen Individuum scheint wahrscheinlich. Aufgrund des Erhaltungszustandes sind keine weitergehenden Aussagen möglich, jedoch lässt sich der kollektive und birituelle Charakter des Gesamtbefundes zweifelsfrei feststellen.

## Kontext
Obernjesa ist eine wenig in den Untergrund eingetiefte Totenhütte. Sie wurde, im Gegensatz zu den viel häufigeren Konstruktionen in Form von Nurdachhäusern, mit einer senkrechten Wand und flachen Balkendecke ausgeführt, wie sie der Ausgräber H. Stahlhofen auch bei der ebenfalls trapezoiden Totenhütte von Dedeleben, im Landkreis Harz, für die Anlage der Bernburger Kultur vermutet. Eine solche Bauweise ist selten, wurde aber beim 1955 entdeckten Galeriegrab von Sorsum belegt und wird für das Galeriegrab bei Hohenwepel, Kreis Höxter angenommen. Senkrechte Holzwände haben ihre Parallelen nur außerhalb Mitteldeutschlands.
Obernjesa befindet sich im Grenzbereich zu Thüringen (Bernburger Kultur) und Nordhessen (Wartbergkultur) und könnte von beiden Seiten Einflüsse aufgenommen haben. Die Trapezform als Grundriss ist in den Nachbarregionen nicht unbekannt. Das Trapez ist in Obernjesa zu einer Form modifiziert worden, die dem Längsschnitt durch eine Absatzmuffe entspricht und nirgendwo Parallelen hat. Bezüge zu Obernjesa sind, da sein Zugang in der größeren Schmalseite liegt, indes eher zum hessischen Galeriegrab von Lohra herzustellen. Möglicherweise hat in Obernjesa, abgesehen vom Zugang, die Nähe der hessischen Galeriegräber ihren Niederschlag gefunden, worauf auch die Nordwest-Südost Orientierung der Totenhütte hindeutet. Die Totenhütten in Mitteldeutschland sind in der Mehrzahl O-W orientiert. Abweichungen kommen nur in Thüringen vor, wo U. Fischer für die Mauerkammer von Gotha hessische Einflüsse wahrscheinlich machte.
Die engen Verbindungen zwischen Wartberggruppe und Bernburger Kultur wurden 1986 von W. Walther herausgestellt, der auf die chronologische Bedeutung der für die Wartberggruppe charakteristischen Lochbuckelzier hinwies. In Obernjesa wurde eine Scherbe mit Lochbuckelzier gefunden. W. Schwellnus ordnet sie in seine Inventargruppe B der jüngeren Wartbergkeramik ein.